# Индийский подорлик
Индийский подорлик (лат. Clanga hastata) — вид хищных птиц семейства ястребиных.
Длина тела около 65 см. Коренастый, среднего размера орёл с короткими, широкими крыльями и довольно коротким хвостом. Окраска взрослых птиц коричневого цвета. Голова большая по отношению к размерам тела.
Ареал: Бангладеш, Камбоджа, Индия, Мьянма, Непал.
Этот вид является мощным хищником, который захватывает добычу, в основном млекопитающих, с земли на открытых участках в пределах или вблизи леса. Он также охотится на лягушек и птиц.
Угрозой для этого вида является нарушение мест обитания.